# Volvo Penta

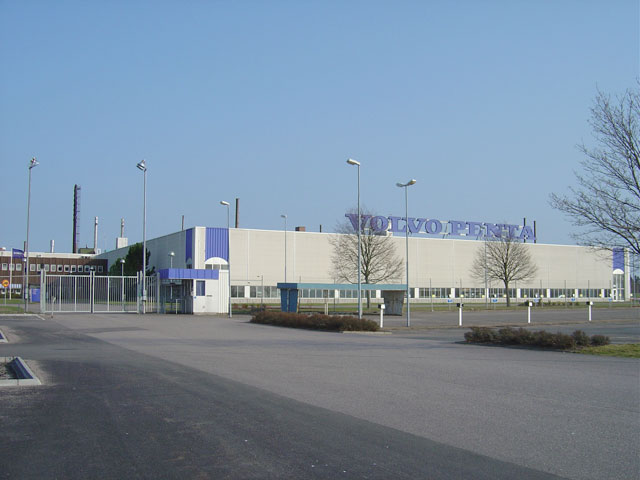
Usine Volvo Penta (2005).

Volvo Penta est une filiale du groupe Volvo fondée en 1907 en tant qu'entreprise indépendante. Elle est spécialisée dans la production de moteurs de marine et industriel.
Penta fut fondée pour produire un moteur marin, le B1. La compagnie devint bientôt un fabricant de moteur reconnu. En 1927, elle fournit le moteur de la Volvo ÖV4, première voiture du tourisme de Volvo. Volvo acheta Penta en 1935.

## Volvo Penta aujourd'hui
Elle fournit des moteurs et des systèmes d'alimentation complets aux bateaux de loisirs, aux bateaux d’asservissement, à l'équipement en générateur de puissance et aux applications industrielles semblables.
Volvo Penta est présent dans le monde entier, avec un réseau de plus de 4 000 revendeurs (les Volvo Penta Centers et Volvo Penta Services). Sa gamme de moteurs diesel ou essence s'étend de 13 à 1 000 ch.
Ces dernières années, l'entreprise a lancé un nouveau système de propulsion de bateau avec des propulseurs dirigés vers l'avant et fonctionnant en traction : l’Inboard Performance System (IPS), manœuvré par une manette.

## Réseau de distribution en France
En France, Volvo Penta est représenté par l'intermédiaire de six Volvo Penta Centers, disposant eux-mêmes de plusieurs partenaires Volvo Penta Service.
Ce réseau permet une couverture géographique de tout le territoire métropolitain pour la vente de moteurs Volvo Penta neufs, et une intervention rapide dans le cadre du Volvo Penta Action Service (programme d'assistance 24h/24, 7j/7).